# 1907年全英羽球錦標賽
1907年全英羽球錦標賽（英語：1907 All England Championships），是1907年3月3日至3月6日在英格蘭倫敦舉行。這是當時最重要的羽球錦標賽的第9屆，比賽場地在倫敦步槍旅訓練大廳。
在五個項目當中，僅有男子單打由諾曼·伍德衛冕成功。本屆賽事最大贏家由諾曼·伍德、梅莉爾·盧卡斯、G·L·莫瑞三人共享，各贏得兩個冠軍。梅莉爾·盧卡斯歷年累計冠軍數達到十個，但仍比紀錄保持者艾瑟兒·B·湯姆森（已婚而改名艾瑟兒·湯姆森·拉科姆）少一個。

## 決賽結果
| 項目     | 冠軍                      | 亞軍                               | 比分 |
| -------- | ------------------------- | ---------------------------------- | ---- |
| 男子單打 | 諾曼·伍德                 | 法蘭克·卻斯特頓                    |      |
| 女子單打 | 梅莉爾·盧卡斯             | 多蘿西婭·道格拉斯                  |      |
| 男子雙打 | 阿爾伯特·普瑞伯 諾曼·伍德 | 法蘭克·卻斯特頓 史都華·馬斯登·馬塞 |      |
| 女子雙打 | G·L·莫瑞 梅莉爾·盧卡斯    | 愛麗絲·戈恩洛克 朵洛西·康德爾      |      |
| 混合雙打 | 喬治·艾倫·湯姆斯 G·L·莫瑞 | 阿爾伯特·普瑞伯 朵拉·布斯比        |      |